# Lijst van premiers van Kameroen
Hieronder staat een chronologische lijst van premiers van Kameroen.

## Premiers van Kameroen

### Premiers van Kameroen (1960-1961)
| Premier | Premier                              | Ambtstermijn   | Ambtstermijn   | Partij |
| ------- | ------------------------------------ | -------------- | -------------- | ------ |
|         | Ahmadou Babatoura Ahidjo (1924-1989) | 1 januari 1960 | 5 mei 1960     | UNC    |
|         | Charles Assalé (1911-1999)           | 5 mei 1960     | 1 oktober 1961 | UNC    |

### Premiers van West-Kameroen (Engelstalig) (1961-1972)
| Premier | Premier                          | Ambtstermijn    | Ambtstermijn    | Partij         |
| ------- | -------------------------------- | --------------- | --------------- | -------------- |
|         | John Ngu Foncha (1916-1999)      | 1 oktober 1961  | 13 mei 1965     | KNDP           |
|         | Augustin Ngom Jua (1929-1977)    | 13 mei 1965     | 11 januari 1968 | KNDP; 1966 UNC |
|         | Salomon Tandeng Muna (1912-2002) | 11 januari 1968 | 2 juni 1972     | UNC            |

### Premiers van Oost-Kameroen (Franstalig) (1961-1972)
| Premier                            | Ambtstermijn     | Ambtstermijn     | Partij |
| ---------------------------------- | ---------------- | ---------------- | ------ |
| Charles Assalé (1911-1999)         | 1 oktober 1961   | 19 juni 1965     | UNC    |
| Vincent de Paul Ahanda (1918-1975) | 19 juni 1965     | 20 november 1965 | UNC    |
| Simon Pierre Tchoungui (1916-1997) | 20 november 1965 | 2 juni 1972      | UNC    |

### Premiers van Kameroen (1975-heden)
| Premier                            | Premier                       | Ambtstermijn      | Ambtstermijn      | Partij |
| ---------------------------------- | ----------------------------- | ----------------- | ----------------- | ------ |
|                                    | Paul Biya (1933)              | 30 juni 1975      | 6 november 1982   | UNC    |
|                                    | Bello Bouba Maigari (1947)    | 6 november 1982   | 22 augustus 1983  | UNC    |
|                                    | Luc Ayang (1947)              | 22 augustus 1983  | 25 januari 1984   | UNC    |
| Ambt opgeheven tussen 1984 en 1991 |                               |                   |                   |        |
|                                    | Sadou Hayatou (1942-2019)     | 26 april 1991     | 9 april 1992      | RDPC   |
|                                    | Simon Achidi Achu (1934-2021) | 9 april 1992      | 19 september 1996 | RDPC   |
|                                    | Peter Mafany Musonge (1942)   | 19 september 1996 | 8 december 2004   | RDPC   |
|                                    | Ephraïm Inoni (1947)          | 8 december 2004   | 30 juni 2009      | RDPC   |
|                                    | Philémon Yang (1947)          | 30 juni 2009      | 4 januari 2019    | RDPC   |
|                                    | Joseph Ngute (1954)           | 4 januari 2019    | heden             | RDPC   |

Afkortingen:
- UC = Union du Camerounais (Unie van Kameroenezen); gematigd conservatief
- UNC = Union National du Camerounais (Nationale Unie van Kameroenezen); opvolger van de UC, gematigd conservatief, enige toegestane partij 1966-84
- KNDP = Kamerun National Democratic Party (Kameroen Nationaal-Democratische Partij); actief in het Engelstalige West-Kameroen, in 1966 opgegaan in de UNC
- RDPC = Rassemblement Démocratique du Peuple Camerounais (Democratische Groepering van het Volk van Kameroen); gematigd conservatief, opvolger van de UNC, enige toegestane partij 1984-91